# Vlag van Celles
De vlag van Celles is op 8 juni 1991 bij raadsbesluit vastgesteld als de vlag van de gemeente Celles in de Belgische provincie Henegouwen. De vlag kan als volgt worden beschreven:
Gegeerd van zes stukken, geel en blauw.
De vlag werd pas op 18 december 1991 bevestigd door de Franse Gemeenschapsregering. De geren zijn afkomstig uit het gemeentewapen.